# Корделия (персонаж)
Корделия (англ. Cordelia) — героиня трагедии Уильяма Шекспира «Король Лир», младшая из трёх дочерей Лира. Отец изгоняет её за слишком сдержанный ответ на вопрос, насколько сильно она его любит. Позже Корделия помогает отцу, от которого отказались её сёстры Регана и Гонерилья. В финале её убивают по приказу Эдмунда Глостерского, а Лир умирает у её тела. Прототип Корделии появляется в «Истории бриттов» Гальфрида Монмутского, в ряде английских хроник.

## Роль в сюжете
Гальфрид Монмутский включил в свою «Историю бриттов» рассказ о легендарном британском короле Леире. Этот монарх, имея трёх дочерей, решает разделить королевство между зятьями и, чтобы убедиться, что все дочери этого достойны, спрашивает их, как они его любят. Старшие, Гонорилья и Регау, говорят, что любят отца, как никого другого, а третья, Кордейла, даёт сдержанный ответ. Тогда Леир лишает Кордейлу наследства. Тем не менее она становится женой короля франков Аганиппа, а позже, когда Леир теряет все свои владения, помогает ему в войне со старшими дочерьми и их мужьями.
Леир восстанавливает свою власть над Британией. Кордейла становится его преемницей, но против неё восстают племянники — сын Регау Кунедагий и сын Гонорильи Марган. Потерпев поражение, она оказывается в тюрьме и там совершает самоубийство.
История Леира и его дочерей была пересказана в хрониках Роберта Глостерского (приблизительно 1300), Джона Хардинга (1450), Джона Растелла (1568) и Рафаэля Холиншеда (1577), а также в «Королеве фей» Эдмунда Спенсера (1590). Она легла в основу пьесы «Трагическая история короля Лира и трёх его дочерей» (1605).
В 1606 году была впервые поставлена на сцене трагедия Уильяма Шекспира «Король Лир». Дочерей заглавного героя здесь зовут Гонерилья, Регана и Корделия. Последняя, любимица отца, отказывается от лести, когда Лир спрашивает её о дочерней любви: она говорит, что любит отца, как подобает дочери, не слабее, но и не сильнее. Тогда Лир лишает Корделию наследства и изгоняет из Британии. На ней женится король Франции, прослышавший о её благородстве. Позже Лир, отвергнутый Реганой и Гонерильей, находит у Корделии приют и прощение. Отец и дочь попадают в плен к Эдмунду Глостерскому, и он приказывает повесить Корделию в тюрьме. Лир умирает у её тела.
Убийство Корделии было выдумано Шекспиром: во всех более ранних вариантах сюжета эта героиня побеждает в противостоянии с сёстрами. Читатели и зрители разных эпох крайне неоднозначно оценивали это решение, придающее финалу пьесы, по выражению шекспироведа Ю. Шведова, «суровость». В 1681 году Наум Тейт переработал трагедию, существенно изменив сюжет: в этом варианте пьесы не фигурирует король Франции, Корделия остаётся жива, выходит замуж за Эдгара Глостерского и становится королевой Англии. Именно этот вариант ставили на сцене до 1823 года.

## В экранизациях
Корделия стала персонажем ряда экранизаций «Короля Лира».
- 1909 — «Король Лир[итал.]», Великобритания, режиссёр Джеймс Стюарт Блэктон, в роли Корделии Джулия Суэйн Гордон.
- 1910 — «Король Лир», Италия, режиссёр Джероламо Ло Савьо[итал.], в роли Корделии Франческа Бертини
- 1916 — «Король Лир[англ.]», США, режиссёр Эрнест С. Варде[англ.], в роли Корделии Лоррейн Хьюлинг[англ.].
- 1948 — «Король Лир» (ТВ), Великобритания, режиссёр Ройстон Морли[англ.], в роли Корделии Урсула Хауэллс[англ.].
- 1953 — «Король Лир[англ.]», США (эпизод из телесериала Омнибус[англ.], режиссёр Эндрю Маккалоу, в роли Корделии Наташа Пэрри.
- 1965 — «Король Лир[фр.]», Франция (ТВ), режиссёр Жан Кершброн[фр.], в роли Корделии Палома Матта[фр.].
- 1969 — «Король Лир» (ТВ), Бельгия, режиссёр Вальтер Тилеманс[нидерл.], в роли Корделии Дениза Циммерман[нидерл.].
- 1970 — «Король Лир», СССР, режиссёр Григорий Козинцев, в роли Корделии Валентина Шендрикова.
- 1971 — «Король Лир[англ.]», Великобритания, Дания, режиссёр Питер Брук, в роли Корделии Энн-Лиз Габолд.
- 1974 — Король Лир (США), режиссёр Эдвин Шерин[англ.], в роли Корделии Ли Чамберлен[англ.].
- 1974 — Король Лир (телесериал), (Великобритания, режиссёр Тони Давеналл, в роли Корделии Венди Элнатт[нидерл.]
- 1981 — «Король Лир[фр.]» (ТВ), Франция, режиссёр Жан-Мари Колдефи[фр.], в роли Корделии Катрин Ружьен.
- 1982 — «Король Лир» (ТВ), Великобритания, США, режиссёр Джонатан Миллер, в роли Корделии Бренда Блетин.
- 1982 — «Трагедия короля Лира», США, режиссёр Алан Кук, в роли Корделии Китти Уинн.
- 1982 — «Король Лир» (ТВ), СССР, режиссёры Леонид Хейфец и Владимир Семаков, в роли Корделии Евгения Глушенко.
- 1983 — «Король Лир», Великобритания, режиссёр Майкл Эллиотт[англ.], в роли Корделии Анна Колдер-Маршалл.
- 1997 — «Король Лир[швед.]», Швеция (ТВ), режиссёр Петер Оскарсон[швед.], в роли Корделии Тильда Бьорфорс[швед.].
- 1998 — «Король Лир» (ТВ), Великобритания, эпизод телесериала Представление[англ.], режиссёр Ричард Эйр, в роли Корделии Виктория Хэмилтон.
- 1999 — «Король Лир[англ.]», Великобритания, режиссёры Брайан Блессид и Тони Ротерхэм[англ.], в роли Корделии Филлипа Пик[англ.].
- 2007 — Король Лир (ТВ), Франция, режиссёр Дон Кент[фр.], в роли Корделии Жюли-Мари Парментье[англ.]
- 2008 — «Король Лир[англ.]», Великобритания, режиссёр Тревор Нанн, в роли Корделии Ромола Гарай.
- 2011 — «Король Лир», Великобритания, режиссёры Майкл Грандадж и Робин Лок, в роли Корделии Пиппа Беннетт-Уорнер[англ.].
- 2014 — «Король Лир», Великобритания, режиссёры Сэм Мендес и Робин Лок, в роли Корделии Оливия Виналл.
- 2014 — «Король Лир», Россия, режиссёр Александр Негреба, в роли Корделии Татьяна Корецкая.
- 2017 — «Король Лир», Великобритания, режиссёр Нэнси Меклер[англ.], в роли Корделии Аньяна Васан.
- 2018 — «Король Лир», Великобритания, США, режиссёр Ричард Эйр, в роли Корделии Флоренс Пью.